# Antologia de Filip de Tessalònica
Antologia de Filip de Tessalònica (en grec Ανθολογία) va ser una col·lecció d'epigrames destinada a conservar tota mena de poemes, feta per Filip de Tessalònica, a imitació de la Garlanda de Meleagre però centrada en escriptors grecs més recents. També va rebre el títol de στέφανος, o ἀνθολογία o συλλογὴ νέων ἐπιγραμμάτων. Va ser escrita, segons sembla en temps de l'emperador Trajà.
A imitació d'aquesta obra, es van compilar altres antologies per Diogenià d'Heraclea, Estrató de Sardes (Μου̂σα παιδική i Diògenes Laerci (ή πάμμετρος). Més tard va aparèixer l'antologia d'Agàties Escolàstic ja al segle segle vi, en set llibres. Totes aquestes antologies es consideren complementàries de la Garlanda de Meleagre.